# Piotr Dyczek
Piotr Karol Dyczek (ur. w 1956) – polski archeolog, profesor Uniwersytetu Warszawskiego.

## Życiorys
W 1990 doktoryzował się na UW na podstawie dysertacji Państwo Pylos. Studia nad osadnictwem w Messenii w II tysiącleciu p.n.e. (promotorka – Ludwika Press). Stopień doktora habilitowanego nauk historycznych uzyskał 1999 na UW, przedstawiając rozprawę pt. Amfory rzymskie z obszaru dolnego Dunaju. Dystrybucja amfor i transportowanych w nich produktów w I–III w. po Chr. W 2013 otrzymał tytuł naukowy profesora.
Pracownik naukowy Instytut Archeologii UW. Jest kierownikiem Zakładu Kultury Materialnej Antyku w tym Instytucie oraz kierownikiem Ośrodka Badań nad Antykiem Europy Południowo-Wschodniej Uniwersytetu Warszawskiego. Prowadził liczne archeologiczne misje badawcze (m.in. w Egipcie, Sudanie, Bułgarii).

## Publikacje
- Roman Amphorae of the 1st–3rd centuries AD found on the Lower Danube. Typology. Wydawnictwa Uniwersytetu Warszawskiego, Warszawa 2001, ISBN 83-235-0138-6.
- Życie codzienne w twierdzy Legionu I Italskiego – Novae (Wystawa w Uniwersytecie Warszawskim). Warszawa 2007
- Frontiers of the Roman Empire – The Lower Danube Limes in Bulgaria. Warszawa-Wiedeń 2008
- Novae: Legionary Fortress and Late Antique Town (red. T. Derda, P. Dyczek, J. Kolendo). Vol. I: A Companion on the Study of Novae. Warsaw 2008
- Iliria i prowincje bałkańskie w Zjednoczonej Europie/Iliria dhe provincat ballkanike në Evropën e Bashkuar/Illyria and the Balcan Provinces in United Europe. Warszawa 2011, ISBN 978-83-928330-8-6